# Paralobium
Paralobium is een monotypisch geslacht van kevers uit de familie van de klopkevers (Anobiidae).

## Soort
- Paralobium mundum Fall, 1905